# Terry Jones
Terence Graham Parry "Terry" Jones, valižanski igralec, avtor, tekstopisec in režiser, * 1. februar 1942, Colwyn Bay, Wales, Združeno kraljestvo, † 21. januar 2020, London.
Znan je kot režiser filmov Monty Pythona, avtor knjige Viking Erik in seveda član skupine Monty Python.

## Zgodnje življenje
Terry Jones se je rodil v obalnem mestu Colwyn Bay, na severni obali Walesa. Oče, ki je služil pri RAF, je bil stacioniran v Indiji. Ko je bil Terry star 4 leta se je družina preselila v Surrey v Angliji.
Šolal se je na kraljevi gimnaziji. Študiral je na univerzi Oxford, kjer je spoznal bodočega prijatelja, soigralca in sočlana v skupini Monty Python, Michaela Palina.

## Kariera

### Pred Pythonsi
Z Michaelom Palinom in še enim bodočim sodelavcem, Ericom Idlom, se je v poznih šestdesetih pojavil v kar nekaj znanih radijskih in televizijskih oddajah. Sodeloval je v serijah Davida Frosta, skupaj s Palinom pa je napisal besedila za album Barryja Bootha, "Preusmeritve". S Palinom sta posnela tudi mnogo skečev, za katere je bil značilen nenavaden humor, s kakršnim sta nadaljevala tudi kasneje, z ostalimi Pythonsi, v nemem skeču, "Slačenje v javnosti", pa se je zgledoval po Chaplinu. Že takrat pa je pokazal tudi svoj talent, oponašanje žensk v srednjih letih, kar je kasneje prikazal tudi v skečih Letečega cirkusa Monty Python.

### Monty Python
Leta 1969 so na BBC začeli predvajati serijo Monty Python's Flying Circus, ki se je s svojim nenavadnim humorjem takoj prikupila gledalcem. V njej so moči združili Graham Chapman, Eric Idle, John Cleese, Michael Palin, Terry Gilliam in Terry Jones. Slednji je vedno dobil najbolj nenavadne in različne vloge, igral je stare gospe, Paragvajskega olimpijca, brkate uradnike in še mnoge druge like. Skupaj s Terryjem Gilliamom je režiral prvi film Pythonsov, "Iskanje svetega grala", nato pa je sam režiral naslednja dva, "Brianovo življenje" in "Pomen življenja". V njih je odigral tudi nekaj vlog, gledalcem se je v spomin najverjetneje vtisnil v drugem filmu, kjer je igral Brianovo mamo, ali kot gospod Creosote, korpulentni gost francoske restavracije, ki je šokiral gledalce tretjega filma.

### Ostalo delo
Ko je skupina razpadla je vsak član začel samostojno kariero. Terry, ki se je že prej preizkusil kot režiser je posnel še več filmov, med drugim "Viking Erik", zgodba o vikingih, ki iščejo pot do Valhale, domovanja bogov, da bi ti končali temačno obdobje Ragnaroka. Film je nastal po njegovi istoimenski knjižni predlogi. Leta 1996 je posnel tudi film Veter v vrbju (originalno "Nora vožnja gospoda Žabe", h kateremu je povabil še nekaj ostalih Pythonsov in sam odigral naslovno vlogo. 
Kasneje je začel snemati dokumentarne zgodovinske filme, med drugim o "Barbari s Terryjem Jonesom".
Leta 2009, na 40. obletnico, skupina Monty Python zopet začela nastopati, žal brez leta 1989 preminulega Chapmana.

### Osebno življenje
Od leta 1970 je bil poročen z Alison Telfer, s katero ima tudi dva otroka, leta 2009 pa se je of nje ločil in poročil z mnogo mlajšo Anno Soderstrom, ki jo je spoznal na podpisovanju knjig.